# Brug 1966
Brug 1966 is een bouwkundig kunstwerk in Amsterdam-Oost.
De brug dateert uit de periode eind jaren negentig. De Amsterdam wilde een verbinding tussen de Piet Heinkade en de Zeeburgerdijk. Plannen waren er al sinds 1990, maar de gemeente werd door de rechter teruggefloten. In een motie in de gemeenteraad was namelijk afgesproken dat de Zeeburgerdijk vooral geen drukke uitvalsweg mocht worden vanuit het centrum naar de Rijksweg 10 (Ringweg Amsterdam). Er werd een actiecomité opgericht om de gemeente aan haar afspraak te houden; ondertussen was ze wel al begonnen met de aanleg van de bruggen. De drukke verkeersroute zou uiteindelijk gelegd worden via de Piet Heintunnel (het verkeer van de Zeeburgerdijk werd daarnaartoe geleid), maar ook hier werd tegen geprotesteerd. Protesten hielden aan ook nadat aan de bouw van de bruggen begonnen was.
De Panamalaan, in het begin nog Panamaweg genoemd, werd uiteindelijk toch aangelegd als verbinding tussen het Rietlandpark (het verkeersknooppunt met de Piet Heinkade en – tunnel) en Zeeburgerdijk. Over de Nieuwe Vaart en het Lozingskanaal waren bruggen noodzakelijk. Het architectenbureau van Hans van Heeswijk ontwierp deze bruggen en ook een aantal gebouwen aan de Panamalaan alsmede de sneltramhalte Rietlanden. Opvallend zijn de naar binnen staande leuningen en lantaarns.
De bruggen 1965 en 1966 werden tijdens de bouw de Panamabruggen genoemd. Dat is een indirecte vernoeming naar het Panamakanaal. Ze werden in eerste instantie vernoemd naar de Panamalaan, die is op zich weer vernoemd naar de nabijgelegen Panamakade in het Oostelijk Havengebied, die al in 1915 haar naam kreeg. Het kanaal was toen net geopend. De naam Panamabrug werd later alleen voor brug 1965 officieel verklaard.

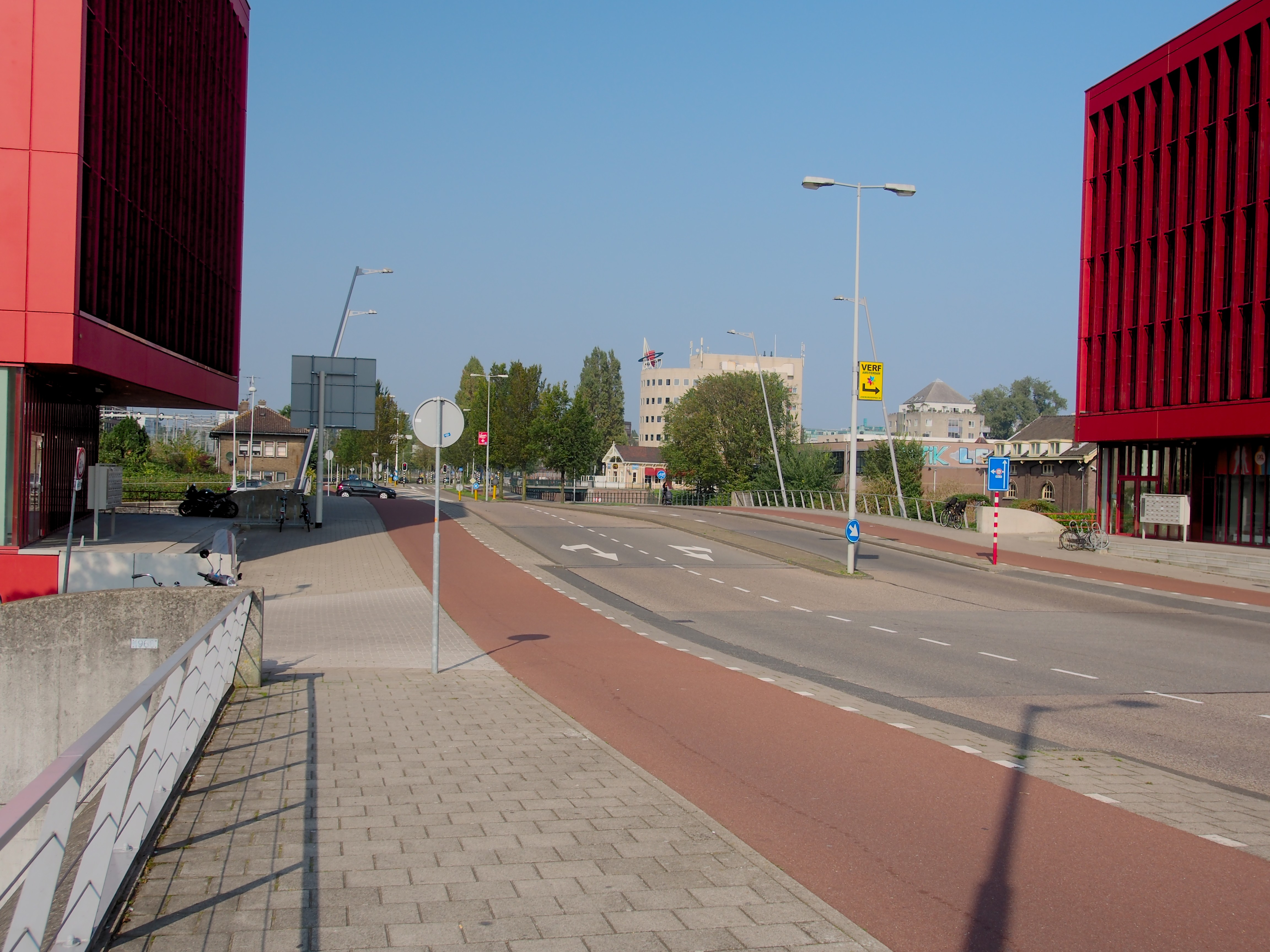
Overzicht over brug 1966 (2017)

<<< · 1900 · 1901 · 1902 · 1904 · 1906 · 1907 · 1908 · 1909 · 1910 · 1911 · 1913 · 1914 · 1915 · 1916 · 1917 · 1919 · 1920 · 1922 · 1923 · 1925 · 1927 · 1929 · 1930 · 1931 · 1932 · 1933 · 1935 · 1936 · 1937 · 1938 · 1939 · 1940 · 1941 · 1942 · 1944 · 1945 · 1946 · 1947 · 1948 · 1949 · 1950 · 1951 · 1952 · 1953 · 1954 · 1955 · 1956 · 1957 · 1958 · 1959 · 1960 · 1961 · 1962 · 1963 · 1964 · 1965 · 1966 · 1967 · 1968 · 1969 · 1970 · 1971 · 1972 · 1973 · 1974 · 1975 · 1976 · 1977 · 1978 · 1979 · 1980 · 1981 · 1982 · 1983 · 1984 · 1985 · 1986 · 1987 · 1988 · 1989 · 1990 · 1991 · 1992 · 1993 · 1994 · 1995 · 1996 · 1997 · 1998 · 1999 · >>>
Brugnummers 1903, 1905, 1912, 1918, 1921, 1924, 1926, 1928, 1934, 1943 zijn niet (meer) in gebruik (januari 2021)